# Zelotes egregioides
Zelotes egregioides es una especie de arañas araneomorfas de la familia Gnaphosidae.

## Distribución geográfica
Es endémica de la península ibérica (España y Portugal) y zona pirenaica de Francia.